# Диршайд
Диршайд (нем. Dierscheid) — община в Германии, в земле Рейнланд-Пфальц. 
Входит в состав района Бернкастель-Витлих. Подчиняется управлению Виттлих-Ланд.  Население составляет 168 человек (на 31 декабря 2010 года). Занимает площадь 2,42 км².
В Диршайде находится гора Келлерберг, высотой 448 м над уровнем моря. Гора Келлерберг считается самой высокой горой в Виттлих-Ланде.

## История
Остатки римской стены свидетельствуют о ранней колонизации местности. Находки, относящиеся к данному периоду, частично выставлены в краеведческом музее.
Диршайд впервые упоминается в документе аббатства Святого Максимина в Трире в 1150 году. В XIII веке это место называлось Дирсейт. В 1417 году местность была переименована на Диршайд. 
Диршайд находился под юрисдикцией Люксембурга. С 1794 года Диршайд находился под властью Франции, а в 1815 году на Венском конгрессе был присвоен Пруссии. С 1946 года он входит в состав федеральной земли Рейнланд-Пфальц.

## Управление
Муниципальный совет в Диршайде состоит из шести членов совета, избранных большинством голосов на местных выборах 26 мая 2019 года.
С 2014 года мэром коммуны является Дирк Лаутвейн. На выборах 26 мая 2019 года он был переизбран еще на пять лет.